# Великая (Берингово море)
Велѝкая (Голяма) е река в Азиатската част на Русия, Източен Сибир, Чукотски автономен окръг, вливаща се в Берингово море. Дължината ѝ е 451 km, а заедно с дясната съставяща я река Килвигейваам 556 km, която ѝ отрежда 166-о място по дължина сред реките на Русия.
Река Великая се образува от сливането на реките Куйимвей (103 km, лява съставяща) и Килвигейваам (105 km, дясна съставяща), водещи началото си от най-високата част на Корякската планинска земя, на 340 m н.в., в най-южната част на Чукотски автономен окръг. До устието на десния си приток река Тимватваам (при 164 km Великая тече през северните разклонения на Корякската планинска земя в северна, източна и североизточна посока. В този 287-километров участък долината ѝ е широка с обширна заливна тераса (до 3 – 3,5 km ширина), по която реката силно меандрира и се дели на ръкави, а скоростта е от порядъка на 1,7 m/s. След устието на Тимватваам Великая протича по южната, силно заблатена част на Долноанадирската низина. В този участък долината на реката става много широка, плоска и без видими склонове. Ширината на заливната тераса се увеличава до 10 km, а на места и до 27 km, осеяна със стотици езера-старици и множество протоци и ръкави, отделящи се от главното корито до 9 km. Шираната на главното корито варира от 100 m до 1,4 km, дълбочината до 1 – 2 m, а скоростта на течението намалява до 1,2 m/s. в последните 25 km от течението на Великая коритото и се събира в един поток. Тук преобладаващите дълбочини достигат 8 – 10 m, а скоростта намалява до 0,3 m/s. Влива се от югозапад в залива Онемен, най-западната част на Анадирски залив на Берингово море, на 63 km югозападно от град Анадир, административният център на Чукотски автономен окръг.
Водосборният басейн на Великая има площ от 31 хил. km2 и се простира в югоизточната част на Чукотски автономен окръг. Заблатеността на басейнът ѝ достига до 20%.
Водосборният басейн на Великая граничи със следните водосборни басейни:
- на идток и югоизток – водосборните басейни на реките Туманская, Хатирка и Апука, вливащи се в Берингово море;
- на запад и северозапад – водосборния басейн на река Анадир, вливаща се в Берингово море.

Река Великая получава получава над 100 с дължина над 10 km, като 6 от тях са с дължина над 100 km:
451 → Куйимвеем 103 / 1890
451 ← Килвигейваам 105 / 1120
308 ← Койверелен 122 / 2460
164 ← Тамватваам 146 / 5240
127 ← Чиринай 131 / 2060
32 → Осиновая 120 / 1690
Подхранването на реката е снежно-дъждовно, като преобладава дъждовното. Пролетно-лятното пълноводие на Великая започва в края на май, а максимумът се наблюдава в края на юни. През този период нивото на водата се покачва до 4,2 m. След пролетното пълноводие започва лятното маловодие, което продължава от юли до септември и е съпроводено много често с епизодични прииждания в резултат на поройни дъждови, когато нивото на водата може да се покачи с 5 m. Среден годишен отток в устието 409 m3/s, което като обем се равнява на 12,908 km3. Първите ледови явления по течението на Великая се появяват в първата десетдневка на октомври, в ранни зими – през третата десетдневка на септември, а в късни зими – през втората декада на октомври. Средната продължителността на заледяването е от 234 до 252 денонощия. В края на май се появяват първите пукнатини в леда, но пролетния ледоход започва едва в началото на юни и продължава от 1 до 3 денонощия.
По течението на Великая няма постоянни населени места, а само временни обиталища на еленовъди, ловци и рибари. Реката е плавателна на 106 km от устието, до факторията Великая и навигацията продължава четири месеца.